# Stora Drammen

Stora Drammen est une petite île qui constitue le point le plus à l'ouest de la Suède, près des Îles Koster et à l'ouest de la ville Strömstad, à proximité de la frontière maritime avec la Norvège.